# Mahmoud
Mahmoud ist ein von Mohammed abgeleiteter Vorname und Familienname. Weitere Schreibweisen sind Mahmud und Mahmut.
Mahmoud ist der Familienname folgender Personen:
- Abdallah Mahmoud (* 2000), mauretanischer Fußballspieler
- Abdelrahman Mahmoud (* 2001), bahrainischer Kugelstoßer
- Adel Mahmoud (1941–2018), ägyptisch-US-amerikanischer Mediziner, Molekularbiologe und Hochschullehrer
- Ali Mahmoud (Radsportler), ägyptischer Radrennfahrer
- Ali Mahmoud (Basketballspieler) (* 1983), kanadisch-libanesischer Basketballspieler
- Amani Mahmoud (* 2005), deutsche Fußballspielerin
- Aram Mahmoud (* 1997), syrisch-niederländischer Badmintonspieler
- Awadeya Mahmoud (* 1963), sudanesische Frauenrechtlerin
- Emi Mahmoud, sudanesische Dichterin, Weltmeisterin in Poetry-Slam 2015
- Farouk Mahmoud (* 1944), ägyptischer Fußballspieler
- Hadj Mahmoud (* 2000), tunesischer Fußballspieler
- Hassan Mohamed Mahmoud (* 1984), ägyptischer Hammerwerfer
- Joseph Mahmoud (* 1955), französischer Leichtathlet
- Mohamed Mahmoud (Basketballspieler) (* 1980), ägyptischer Basketballspieler
- Mohamed Mahmoud (1985–2018), österreichischer Islamist und verurteilter Terrorist
- Mohamed Mahmoud (Fußballspieler) (* 1998), ägyptischer Fußballspieler
- Mohamed Mahmoud (Radsportler, 1998) (* 1998), ägyptischer Radsportler
- Mohamed Mahmoud Ibrahim (* 1937), ägyptischer Gewichtheber
- Mohamed Mahmoud Khalil (1877–1941), ägyptischer Politiker
- Mohamed Ali Mahmoud, ägyptischer Radrennfahrer
- Mohammad Mahmoud (* 2005), deutsch-palästinenischer Fußballspieler
- Mona Mahmoud (* 1980), ägyptische Fußballschiedsrichterassistentin
- Moustafa Mahmoud (* 2001), ägyptischer Speerwerfer
- Mustafa Aziz Mahmoud (1923–1989), irakischer General
- Parviz Mahmoud (1910–1996), iranischer Komponist und Dirigent
- Rana Khaled Mahmoud (* 2001), ägyptische Diskuswerferin
- Tarek Mohammed Kamel Mahmoud (1962–2019), ägyptischer Politiker
- Tuana Mahmoud (* 2003), deutsche Fußballspielerin
- Yasser Mahmoud (* 1975), ägyptischer Fechter